# L’Altra Europa con Tsipras
L’Altra Europa (deutsch: Das andere Europa), mit vollem Namen L’Altra Europa con Tsipras (Das andere Europa mit Tsipras) war eine Parteienallianz aus dem linken Spektrum in Italien, die für die Europawahl 2014 aufgestellt wurde, um Alexis Tsipras, den Kandidaten der Europäischen Linken für die Europäische Kommission, zu unterstützen.
Das andere Europa wurde am 5. März 2014 in Rom von den italienischen Intellektuellen Andrea Camilleri, Paolo Flores d’Arcais, Luciano Gallino, Marco Revelli, Barbara Spinelli und Guido Viale gegründet.
Die Gruppe bestand aus einzelnen Bürgern und folgenden Bündnissen und Parteien:
- Sinistra Ecologia Libertà (Linke Ökologie Freiheit, SEL – Demokratischer Sozialismus), geführt von Nichi Vendola;
- Partito della Rifondazione Comunista (Partei der Kommunistischen Wiedergründung, PRC, einer Nachfolgeorganisation der PCI, Eurokommunismus), geführt von Paolo Ferrero;
- Verdi Grüne Vërc (Grüne Partei aus Südtirol, Liste grüner Parteien), geführt von Brigitte Foppa und Giorgio Zanvettor.
- Verschiedenen zivilgesellschaftlichen Bewegungen und kleineren Parteien:[5]
  - Azione Civile (Zivile Aktion) AC – geführt von Antonio Ingroia;
  - Democrazia Atea (Atheistische Demokratie, DA – Laizismus), geführt von Carla Corsetti;
  - Indipendèntzia Repùbrica de Sardigna (Unabhängige Republik Sardinien, IRS – sardischer Separatismus), geführt von Gavino Sale;
  - Partito Pirata Italiano (Piratenpartei, PP – Piratenpartei);[6]

Das andere Europa erhielt 4,0 % der italienischen Stimmen und 3 Sitze im Europaparlament.
Im Zuge der Aufstellung der Wahllisten zur EU-Wahl am 26. Mai 2019 bildete die Sinistra Italiana gemeinsam mit der Rifondazione Comunista und den Überresten von L’Altra Europa con Tsipras eine gemeinsame Liste namens La Sinistra. L’Altra Europa con Tsipras wurde damit aufgelöst. Sie erreichte 1,74 % der Stimmen in Italien, und verpasste damit die für den Einzug ins EU-Parlament notwendige 4-%-Hürde.